# پپ آرو
پپ آرو (استونیایی: Peep Aru؛ زادهٔ ۲۰ آوریل ۱۹۵۳) سیاستمدار و نماینده سابق مجلس اهل استونی است.